# 単懋謙
単 懋謙（ぜん ぼうけん、Shan Maoqian、1802年 - 1879年）は、清末の官僚。字は仲亨、号は地山。湖北省襄陽県出身。
1832年に進士となり、庶吉士に選ばれ、編修となった。その後広東学政となったが、父の死後母を養うために郷里に帰った。襄陽にいる間、鹿門書院で講義を行って人材を育てた。1853年、太平天国軍が湖北省に侵入すると、団練を組織して太平天国軍の進撃を防いだ。1856年、北京に戻って官界に復帰し、江西学政、侍読学士、少詹事、内閣学士、工部侍郎などを歴任した。1863年に左都御史となり、翌年に工部尚書となった。1865年に盛京へ太廟と北陵の修築の視察に派遣されたが、その際に盛京周辺の馬賊対策を献言して容れられた。1868年、吏部尚書に転任となり、1872年に協弁大学士、文淵閣大学士に昇進した。1874年、病のため故郷に帰った。死後、太子太保と文恪の諡号が贈られた。
詩・詞・書に巧みで、『峴雲山房遺稿』が残されている。